# Батиста, Вильям Роша
Ви́льям Ро́ша Бати́ста (порт.-браз. William Rocha Batista; 27 июля 1980, Сан-Паулу, Бразилия) — бразильский футболист, нападающий.

## Биография
Вильям Роша Батиста родился в городе Сан-Паулу в Бразилии. В 16 лет попал в футбольный клуб «Португеза Сантиста», где провёл несколько лет. В 2001 году переехал в Европу в болгарский клуб «Левски», но Батиста получил травму, после которой проследовала операция. Во втором круге сезона 2001/02 он провёл в аренде в клубе «Спартак» (Плевен), в котором забил два гола. Сезон 2004/05 начал в чешском клубе «Опава», забив в первом круге 5 голов.
В зимнее межсезонье Батиста перешёл в украинский клуб из Львова «Карпаты», который тогда выступал в Первой лиге. Дебют за клуб состоялся 17 марта 2005 года в матче против харьковского «Арсенала». Батиста ярко проявил себя в Кубке Украины сезона 2005/06, своим голом в ворота одесского «Черноморца» (1-0) он вывел команду в 1/8 финала, затем так же забив гол донецкому «Шахтёру» (1-0) вывел команду в 1/4 финала. Вновь с помощью гола Батисты был обыгран клуб «Ворскла» и его команды вышла в 1/2 финала где проиграла киевскому «Динамо». После этого ходили слухи об интересе швейцарского «Туна», который в то время обыграл в квалификации Лиги чемпионов «Динамо» (Киев), но Батиста остался и помог команде занять второе место и выйти в Высшую лигу. В сезоне 2006/07 он забил 10 голов, отстав на три гола от лучшего бомбардира чемпионата Украины Александра Гладкого. Летом 2007 года в рейтинге интернет-издания football.ua на лучшего игрока чемпионата Украины 2006/07 он занял 5 место. В то же время ходили слухи об интересе со стороны «Динамо» (Киев), но Батиста продлил контракт с «Карпатами».
Тем не менее в январе 2008 года Батиста вместе с Алексеем Сучковым за 7,6 миллиона гривен перешёл в клуб «Харьков». Там он провёл 17 матчей и забил 3 гола и в январе 2009 года был отдан в аренду с правом выкупа в азербайджанский клуб «Бакы». Там он провёл 8 игр и забил 5 голов, став Чемпионом Азербайджана.
В августе 2009 года подписал контракт по системе 1+2 со своей бывшей командой «Карпаты» (Львов). До конца сезона 2011/12 выступал за «Оболонь», под номером 99.

## Достижения
- Серебряный призёр Первой лиги Украины: 2005/06
- Чемпион Азербайджана: 2008/09